# Henry Harwood
Sir Henry Harwood (* 19. Januar 1888 in London; † 9. Juni 1950 in Goring-on-Thames, Oxfordshire) war ein britischer Admiral, bekannt für seine Rolle als britischer Kommandierender der Kreuzerflottille bei der Vernichtung der Admiral Graf Spee im Dezember 1939 in der Mündung des Río de la Plata.

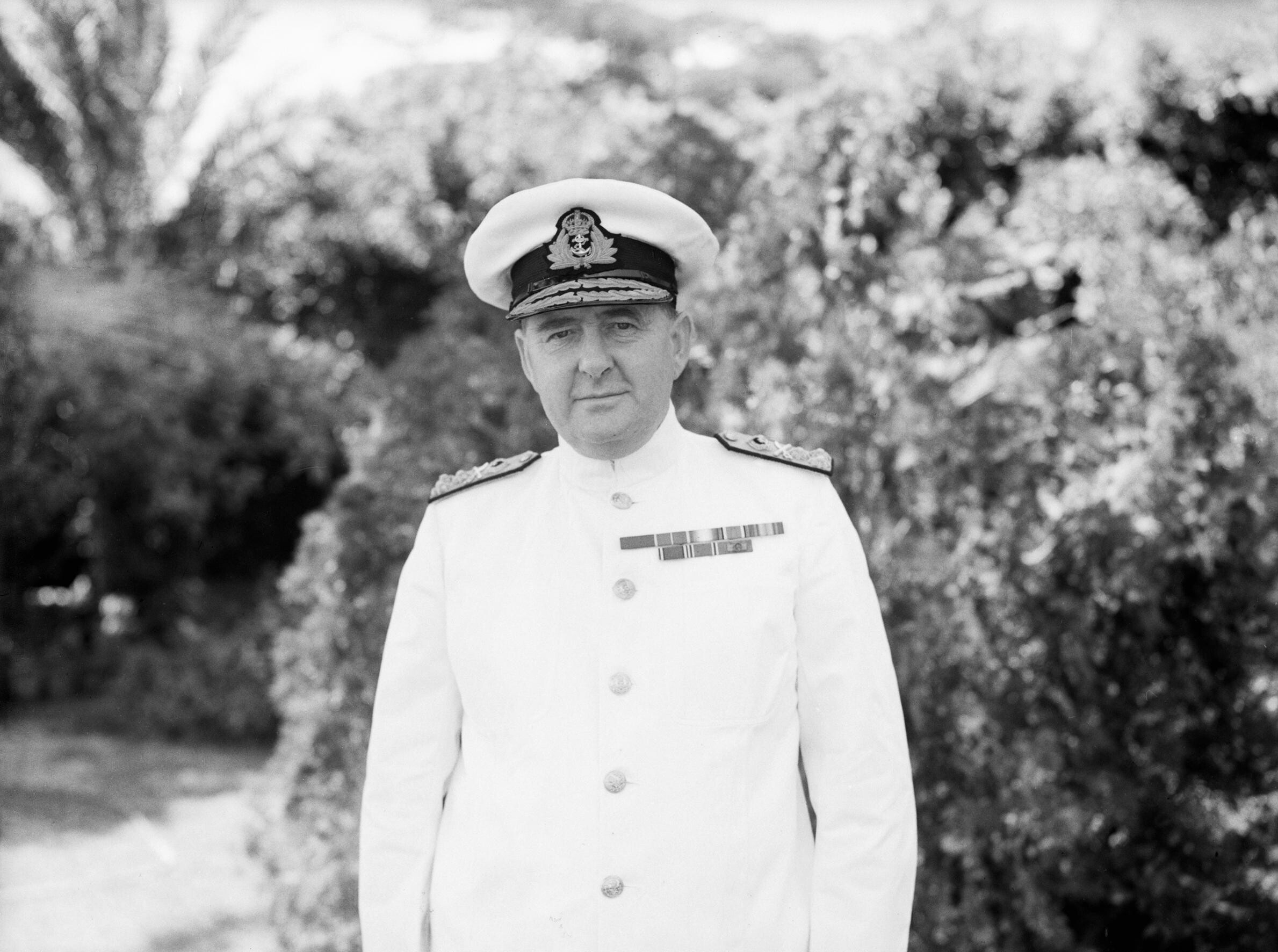
Harwood 1942 in Alexandria

## Leben
Harwood besuchte das Britannia Royal Naval College, trat 1902 in die Royal Navy ein und wurde 1909 Lieutenant, mit Bestnoten in allen Fächern seiner Prüfung. Er spezialisierte sich 1911 auf Torpedos. Obwohl er im Ersten Weltkrieg im Dienst zur See keinen Kampfeinsatz sah, wurde er 1916 Lieutenant-Commander und wurde 1919 als Officer des Order of the British Empire ausgezeichnet. 1919 diente er auf dem Schlachtschiff Royal Sovereign. 1921 wurde er Commander, 1928 Captain und hatte 1929/30 das Kommando über den Zerstörer Warwick. Nach dem Besuch des Stabskurses 1931/32 am Imperial Defence College wurde er Flaggkapitän auf dem schweren Kreuzer London, den er 1932 bis 1934 kommandierte, und Stabsoffizier der 1. Kreuzer-Flottille (1st Cruiser Squadron). 1934 bis 1936 war er Ausbilder am Royal Naval College in Greenwich (London). Im September 1936 wurde er Kommodore und Befehlshaber des Bereichs Südamerika. Sein Flaggschiff war die Exeter, die 1939 Anfang des Zweiten Weltkriegs zu seiner Flottille stieß, mit der er die im Südatlantik und Indischen Ozean im Handelskrieg befindliche Admiral Graf Spee stellen sollte. Harwood erriet aus den Meldungen über Schiffsverluste den ungefähren Operationsort der Admiral Graf Spee vor Montevideo und nach einem Gefecht, in dem seine Schiffe (neben der Exeter die zwei Leichten Kreuzer Achilles und Ajax) teilweise schwer beschädigt wurden, lief die ebenfalls beschädigte Admiral Graf Spee unter Hans Langsdorff zur Reparatur den neutralen Hafen Montevideo an. Durch diplomatischen Druck wieder zum Auslaufen gezwungen, versenkte sich die Admiral Graf Spee im Glauben, überlegenen britischen Kräften gegenüberzustehen, selbst. Harwood, der vor der Mündung auf der Lauer lag, erfuhr von der Versenkung über Funk.

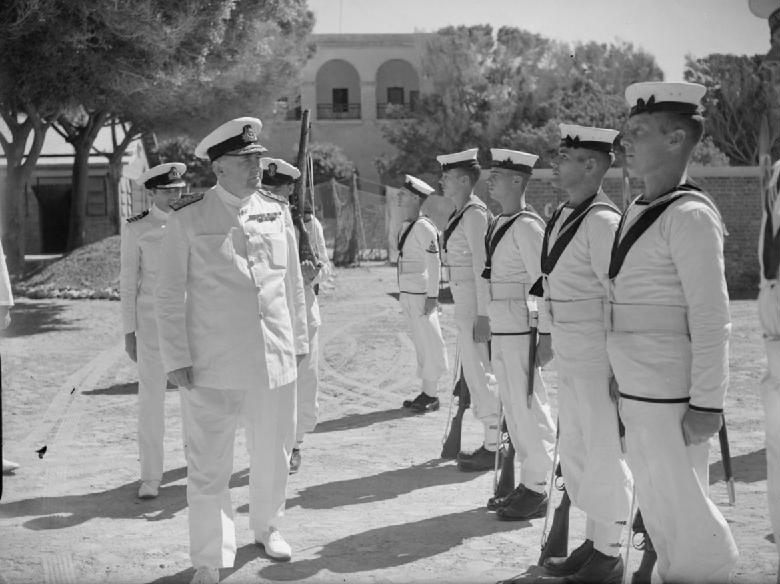
Henry Harwood inspiziert Marinesoldaten in Alexandria 1942

Aufgrund dieses Erfolgs, der von der britischen Propaganda ausgeschlachtet wurde, wurde Harwood 1939 als Knight Commander des Order of the Bath geadelt und zum Rear-Admiral befördert. Außerdem genoss er von da an die Protektion von Winston Churchill. Ab Dezember 1940 war er in London im Stabsdienst der Admiralität (Lord Commissioner of the Admiralty, Assistant Chief of Naval Staff) und April 1942 wurde er Vice-Admiral und Oberbefehlshaber der Mittelmeerflotte als Nachfolger von Andrew Cunningham. Das war angesichts seiner bisherigen Erfahrung ein großer Karrieresprung, und er erhielt für das Kommando kommissarisch den Admiralsrang. Hauptaufgabe war die Unterstützung und Versorgung der britischen 8. Armee in Nordafrika. Er erwies sich auf diesem Kommando als weniger erfolgreich (seine Gesundheit ließ auch nach) und er wurde bei der Umgruppierung des Kommandos im Februar 1943 wieder abgelöst. Harwood wurde auf das Kommando im Bereich Orkney und Shetlandinseln abgeschoben. Er ging im August 1945 als Admiral aus Gesundheitsgründen in den Ruhestand.
Seine Enkelin Kate Harwood ist Fernsehproduzentin bei der BBC.